# Tatera
Tatera är ett släkte av däggdjur som ingår i underfamiljen ökenråttor och i familjen råttdjur. Tidigare räknades omkring 12 arter till släktet. Nyare zoologiska avhandlingar som Mammal Species of the World (2005) och IUCN:s rödlista från 2012 listar bara arten Tatera indica till släktet. Alla andra arter flyttas till släktet Gerbilliscus som tidigare var ett undersläkte.